# 비이온화 방사선
비이온화 방사선(Non-ionizing radiation) 또는 비전리 방사선은 원자나 분자를 이온화하는 데, 즉 원자나 분자에서 전자를 완전히 제거하는 데 충분한 양자당 에너지(광자 에너지)를 전달하지 않는 모든 유형의 전자기 방사선을 의미한다. 물질을 통과할 때 전하를 띤 이온을 생성하는 대신, 비이온화 전자기 복사는 여기(전자를 더 높은 에너지 상태로 이동)하는 데에만 충분한 에너지를 갖는다. 비이온화 방사선은 건강에 심각한 위험을 초래하지 않는다. 대조적으로, 이온화 방사선(전리 방사선)은 비이온화 방사선보다 주파수가 높고 파장이 짧으며 심각한 건강 위험이 될 수 있다. 이에 노출되면 화상, 방사선병, 다양한 종류의 암 및 유전적 손상이 발생할 수 있다. 전리 방사선을 사용하려면 정교한 방사선방호 조치가 필요하지만 일반적으로 비이온화 방사선에는 필요하지 않다.
방사선이 "이온화"되는 것으로 간주되는 영역은 잘 정의되어 있지 않는다. 왜냐하면 서로 다른 분자와 원자가 서로 다른 에너지로 이온화되기 때문이다. 일반적인 정의에서는 10전자볼트(eV) 미만의 입자 또는 광자 에너지를 갖는 방사선을 비이온화로 간주한다. 또 다른 제안된 임계값은 33전자볼트이며, 이는 물 분자를 이온화하는 데 필요한 에너지이다. 태양으로부터 지구에 도달하는 빛은 대부분 비이온화 방사선으로 구성된다. 이온화 원적외선이 대기 중의 가스, 특히 산소에 의해 걸러지기 때문이다.

## 같이 보기
- 전자기과민성증후군
- 전자기파와 건강
- 전자 가해
- 이온화 방사선